# Backstabbing for beginners
Backstabbing for beginners med den danske titel Dobbeltspil er en dansk film fra 2018, instrueret af Per Fly på baggrund af Michael Soussans bog Bedrageri for begyndere.

## Medvirkende
- Theo James som Michael
- Ben Kingsley som Pasha
- Jacqueline Bisset[1][2]
- David Dencik som Rasnetsov[3]
- Belçim Bilgin som Nashim[3]
- Rachel Wilson som Lily[4]